# Мелья, Пьер Франческо
Пьер Франческо Мелья (итал. Pier Francesco Meglia; 3 ноября 1810, Санто-Стефано-аль-Маре, Первая французская империя — 21 марта 1883, Рим, королевство Италия) — итальянский куриальный кардинал и папский дипломат. Титулярный архиепископ Дамаска с 22 сентября 1864 по 19 сентября 1879. Апостольский делегат в Центральной Америке и Мексиканской империи с 1 октября 1864 по 26 октября 1866. Апостольский нунций в Баварии с 26 октября 1866 по 10 июля 1874. Апостольский нунций во Франции с 10 июля 1874 по 19 сентября 1879. Кардинал-священник с 19 сентября 1879, с титулом церкви Санти-Сильвестро-э-Мартино-ай-Монти с 27 февраля 1880.